# Komorská kuchyně

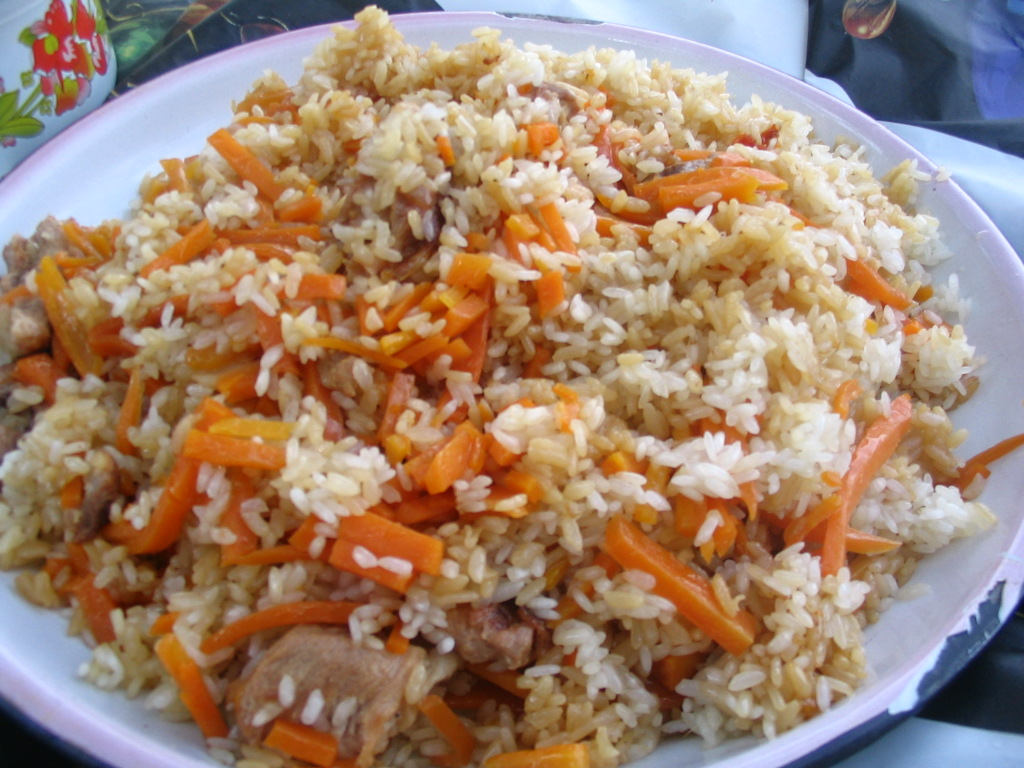
Pilaf

Komorská kuchyně byla ovlivněna africkou, francouzskou, arabskou i indickou kuchyní. Používá ryby, plody moře, rýži, různá koření (vanilka, muškátový oříšek, kardamon, skořice), plantainy, banány, špenát, kokos, maniok nebo kozí maso.

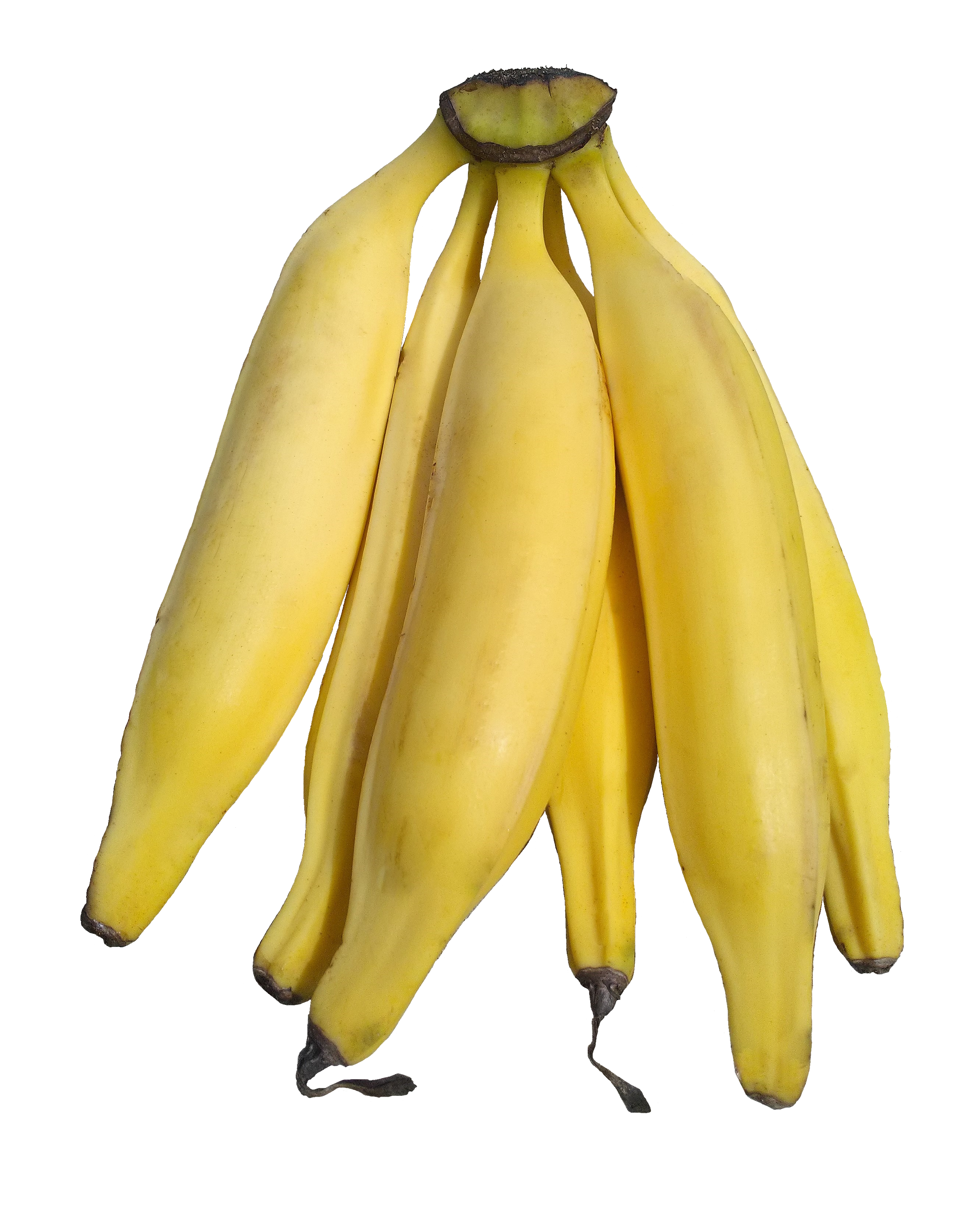
Plantainy

## Příklady komorských pokrmů
- Langouste a la vanille, národní jídlo Komor. Jedná se o humra vařeného ve vanilkové omáčce spolu s dalším ingrediencemi.[4][1][5][3]
- Pilaf, pikantní rýžová směs indického původu[1]
- Mkatra foutra, smažené pečivo z těsta s kokosovou vodou[1][6]
- M’tsolola, ryba a zelené plantainy vařené v kokosovém mléce[2][1]
- Ambrevades au curry, kari z kajanu indického s kardamonem[1][7][3]
- Poutou, pálivá omáčka z chilli, rajčat, cibule a citronu[1]
- Achard de légumes, salát z nakládané zeleniny[8][1]
- Roti ya ya Houma Pampa, treska vařená v omáčce z rajčat a cibule[1][3]
- Ladu, slazené a kořeněné kuličky z rýže[9][1]